# Twitcher Rock
Twitcher Rock är en klippa i Sydgeorgien och Sydsandwichöarna (Storbritannien). Den ligger i den sydöstra delen av Sydgeorgien och Sydsandwichöarna. Twitcher Rock ligger 7 meter över havet.
Terrängen runt Twitcher Rock är kuperad norrut, men norrut är den bergig. Havet är nära Twitcher Rock åt sydväst.  Det finns inga samhällen i närheten. 